# Antegnate
Antegnate ist eine italienische Gemeinde (comune) mit 3264 Einwohnern (Stand 31. Dezember 2023) in der Provinz Bergamo, Region Lombardei. 

## Geographie
Antegnate liegt etwa 30 km südöstlich der Provinzhauptstadt Bergamo.

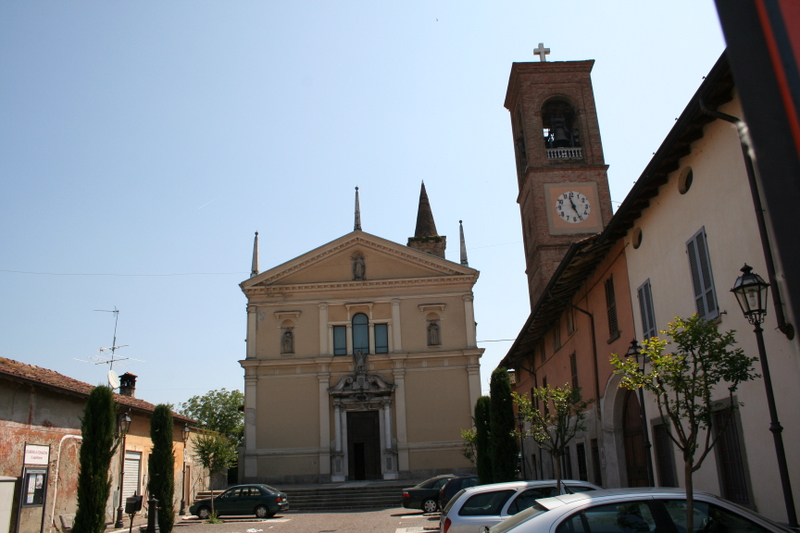
Pfarrkirche

Die Nachbargemeinden sind Barbata, Calcio, Covo, und Fontanella.

## Geschichte
Die Gemeinde ist vermutlich zu Beginn des 13. Jahrhunderts gegründet worden. Im 15. Jahrhundert wurde sie mit Privilegien ausgestattet. Der Ort gehörte zum Besitz der Bentivoglio. Obwohl die Gemeinde in der Mitte des 18. Jahrhunderts nur 650 Einwohner zählte, verfügte die Gemeindeverwaltung neben den drei deputati, die von den 24 Mitgliedern des engeren Rates gewählt wurden, über einen Kanzler und drei Archivschreiber. Barbata mit 104 Bewohnern war an Antegnate angeschlossen. Im napoleonischen Königreich Italien stieg die Einwohnerzahl bis auf 1132. 1810 wurde der Ort mit Covo vereinigt, 1812 der Sitz der Verwaltung nach Antegnate verlegt. Im habsburgischen Königreich Lombardo-Venetien stieg die Zahl der Einwohner auf 1800 (1853). Die Volkszählung bei der Gründung des Königreichs Italien 1861 waren es 2046. Der kontinuierliche Anstieg der Bevölkerung hielt bis 1951 an (2635 Bewohner), seitdem ist ein Rückgang zu verzeichnen. Inzwischen ist erneut ein Zuwachs zu verzeichnen.